# جفرسنتاون (کنتاکی)
جفرسنتاون (به انگلیسی: Jeffersontown) شهری در ایالت کنتاکی کشور ایالات متحده آمریکا است که جمعیت آن در سرشماری سال ۲۰۱۰ میلادی، ۲۶٬۵۹۵ نفر بوده‌است.